# John Leyton
John Dudley Leyton, (Frinton-on-Sea, 17 februari 1936) is een Britse zanger en acteur. Als zanger is hij vooral bekend om zijn hit Johnny remember me (geschreven door Geoff Goddard en geproduceerd door Joe Meek), die in augustus 1961 nummer één bereikte in de UK Singles Chart, ondanks dat hij door de BBC werd verbannen voor zijn overlijdensreferenties. Zijn opvolger Wild Wind bereikte nummer twee in de hitlijsten.
Naast zingen verscheen Leyton in de jaren 1960 als acteur op televisie en in films. Zijn films waren onder meer The Great Escape, Guns at Batasi, Von Ryan's Express en Krakatoa, East of Java. In 2009 had hij ook een kleine rol in de film Telstar, een biopic gebaseerd op het leven van Joe Meek, waarin Leyton zelf werd gespeeld door Callum Dixon.

## Carrière

### Als zanger
John Leyton nam na het vervullen van zijn dienstplicht acteer-onderricht. Zijn eerste grote rol kreeg hij in 1960 in een productie van Granada TV, waardoor hij vooral bij jongere meiden populair werd. Dit leidde ertoe, dat muziekproducent Joe Meek hem uitnodigde voor een zangtest, waaruit een coversingle voortkwam van de Ray Peterson-song Tell Laura I Love Her bij het kleine label Top Rank Records. Aangezien dit direct daarna werd overgenomen door EMI Music en de moedermaatschappij de song net in een versie van Ricky Valance op de Britse markt had gebracht, werd John Leytons versie direct teruggetrokken. Ook de tweede single The Girl on the Floor Above (label HMV) bracht de zingende acteur nog geen succes.
Deze scoorde met zijn derde single Johnny remember me (1e plaats, augustus 1961) in de Britse hitlijst en bleef vier weken op de toppositie. Deze song zong hij ook in de populaire ATV-tv-serie Harpers West One, waarin hij een zanger genaamd Johnny Saint Cyr speelde en die ongetwijfeld heeft bijgedragen aan de verbreiding van deze titel. Johnny remember me is een zonderlinge ballade, waarin Leyton zingt over zijn liefde voor een overleden vrouw. Ook de muzikaal zeer gelijkende opvolger Wild Wind bereikte de 2e plaats in de Britse hitlijst. Zijn volgende publicaties bereikten deels nog middelmatige klasseringen, maar konden niet evenaren aan de beide hits.

### Als acteur
Ook had hij reeds naam gemaakt als filmacteur, ook in de Verenigde Staten. Hij was onder andere te zien in The Great Escape (1963) naast Steve McQueen en Richard Attenborough, Guns at Batasi (1964) naast Richard Attenborough en Mia Farrow en Von Ryan's Express (1965) naast Frank Sinatra. In 1969 trad hij nog eens op in de kaskraker Volcano.
In de jaren 1970 werden zijn engagementen steeds zeldzamer en ook de poging om met nieuwe platen als zanger weer vaste voet te krijgen, mislukten. Derhalve trok hij zich voor 15 jaar geheel terug uit de showbusinness.

## Comeback
Aan het eind van de jaren 1990 kwam de zanger plotseling weer in beeld bij Oldie Revivals en keerde hij terug op het concertpodium, waaronder bij de Solid Gold Rock 'n' Roll Show, waarbij hij onder andere te horen was met Marty Wilde en Joe Brown, in 2004 met Showaddywaddy, Freddy Cannon en Craig Douglas.
Hij kreeg ook weer kleinere rollen in films, zoals in Colour Me Kubrick (2005) naast John Malkovich. In mei 2006 publiceerde John Leyton voorafgaande aan het WK-voetbal de single Hi Ho, Come On England, naar Jeff Becks Hi Ho Silver Lining, die echter niet succesvol was.

## Discografie

### Singles
- 1960: Tell Laura I Love Her / Goodbye to Teenage Love
- 1960: The Girl on the Floor Above / Terry Brown's in Love With Mary Dee
- 1961: Johnny remember me / There Must Be
- 1961: Wild Wind / You Took My Love for Granted
- 1962: Son, This Is She / Six White Horses
- 1962: Lone Rider / Heart of Stone
- 1962: Lonely City / It Would Be Easy
- 1962: Down the River Nile / I Think I'm Falling in Love
- 1962: Lonely Johnny / Keep On Loving You
- 1963: Cupboard Love / Land of Love
- 1963: I'll Cut Your Tail Off / The Great Escape
- 1963: On Lovers Hill / Lovers Lane
- 1963: Beautiful Dreamer / I Guess You Are Always on My Mind
- 1963: The Great Escape March / I'll Cut Your Tail Off
- 1964: Make Love to Me / Missing You
- 1964: Don't Let Her Go Away / I Want a Love I Can See
- 1964: All I Want Is You / Every Day's a Holiday
- 1973: Dancing in the Graveyard / Riversong
- 1974: Rock 'n' Roll / Highway Song
- 1994: Think We're Talkin’ Love Here / What Happened (to the Song of My Life)
- 2002: Come On England / Jerusalem
- 2006: Hi Ho Come On England

### LP's
- 1961: The Two Sides of John Leyton
- 1963: Always Yours
- 1973: John Leyton

### NPO Radio 2 Top 2000
Van John Leyton stond alleen Johnny remember me in 2000 in de NPO Radio 2 Top 2000, op plek 1841.
- Biblioteca Nacional de España: XX1603891
- Bibliothèque nationale de France: cb14007602r (data)
- Gemeinsame Normdatei: 134768221
- International Standard Name Identifier: 0000 0001 1558 9338
- Library of Congress Control Number: no2004029171
- MusicBrainz: 4486b1d3-d648-4a79-acbb-aa61da629813
- Système universitaire de documentation: 248874667
- Virtual International Authority File: 5417108